# Deepcentral (album)
Deepcentral este albumul de debut al formației Deepcentral. Albumul a fost lansat în format digital pe data de 3 august 2009, prin intermediul casei de discuri Universal Music Romania.

## Ordinea pieselor pe disc
1. Undercover - 4:19
2. Lost In You - 3:49
3. Cry It Away - 3:26
4. Is It Real - 4:51
5. Play Again - 4:16
6. High (împreună cu Miss DJ Vika Jigulina) - 4:00
7. I Can’t Live Without You - 3:37
8. Russian Girl - 4:08
9. A Lot Of You - 4:01
10. Tell Me - 4:30
11. In & Out - 5:11
12. Cry It Away (Liquid Remix) - 5:36
13. Russian Girl (Summer Mix) - 3:37